# Prohydata busa
Prohydata busa là một loài bướm đêm trong họ Geometridae.